# 村松俊亮
村松 俊亮（むらまつ しゅんすけ、1963年〈昭和38年〉6月8日 - ）は、日本の音楽プロデューサー、実業家。ソニーグループ株式会社上席事業役員 音楽事業担当（国内）、株式会社ソニー・ミュージックエンタテインメント代表取締役社長CEO、一般社団法人日本レコード協会会長。大分県出身。学位は経済学士（立教大学・1987年）。

## 経歴
立教大学経済学部を卒業後、1987年にCBS・ソニーグループに入社。2005年にソニー・ミュージックレコーズ（現・ソニー・ミュージックレーベルズ）代表取締役社長に就任。2008年にエスエムイーレコーズ、ソニー・ミュージックアソシエイテッドレコーズの代表取締役社長を兼任し、ORANGE RANGE、YUI、西野カナ、JUJU等のアーティストをヒットに導いた。2015年にソニー・ミュージックエンタテインメント取締役に就任。2019年にソニー（現・ソニーグループ）執行役員、ソニー・ミュージックエンタテインメント代表取締役社長COOに就任。2020年にソニー（現・ソニーグループ）上席事業役員、ソニー・ミュージックエンタテインメント代表取締役社長CEOに就任。2021年に日本レコード協会会長に就任。

## 履歴

### 学歴・職歴
- 1987年（昭和62年）3月 - 立教大学経済学部卒業[1]。
- 1987年（昭和62年）4月 - シービーエス・ソニーグループ株式会社入社 販売推進本部東京第1営業所2課配属[3]。
- 1990年（平成2年）1月 - シービーエス・ソニーグループ株式会社 CBS・ソニーレコード販売促進部1課所属[3]。
- 1996年（平成8年）10月 - 株式会社ソニー・ミュージックエンタテインメント（初代法人）SR制作本部制作3部所属[4]。
- 1999年（平成11年）9月 - 株式会社ソニー・ミュージックエンタテインメント（初代法人）営業グループ 大阪営業所販売促進課課長[4]。
- 2001年（平成13年）2月 - 株式会社ソニー・ミュージックエンタテインメント（初代法人）Soffio Recordsプロモーションルーム課長[3]。
- 2001年（平成13年）10月 - 株式会社ソニー・ミュージックレコーズ（現・株式会社ソニー・ミュージックレーベルズ）設立 Soffio Records代表[3]。
- 2002年（平成14年）10月 - 株式会社ソニー・ミュージックレコーズ（現・株式会社ソニー・ミュージックレーベルズ）代表取締役執行役員専務[5]。
- 2005年（平成17年）6月 - 株式会社ソニー・ミュージックレコーズ（現・株式会社ソニー・ミュージックレーベルズ）代表取締役執行役員社長[6]。
- 2008年（平成20年）3月 - 株式会社ソニー・ミュージックエンタテインメント コーポレイト・エグゼクティブ レーベルビジネス第1グループ代表[7]。
- 2008年（平成20年）3月 - 株式会社エスエムイーレコーズ代表取締役執行役員社長[8]。
- 2008年（平成20年）3月 - 株式会社ソニー・ミュージックアソシエイテッドレコーズ代表取締役執行役員社長[8]。
- 2009年（平成21年）10月 - 株式会社スティーズラボミュージック代表取締役執行役員社長。
- 2011年（平成23年）6月 - 株式会社スティーズラボミュージック代表取締役会長[9]。
- 2012年（平成24年）2月 - 乃木坂46合同会社設立 職務執行者。
- 2013年（平成25年）6月 - 株式会社エピックレコードジャパン代表取締役執行役員社長[10][11]。
- 2013年（平成25年）6月 - 株式会社デフスターレコーズ代表取締役執行役員社長[10][11]。
- 2013年（平成25年）6月 - 株式会社アリオラジャパン代表取締役執行役員社長[10][11]。
- 2013年（平成25年）6月 - 株式会社ソニー・ミュージックジャパンインターナショナル代表取締役執行役員社長[10]。
- 2013年（平成25年）6月 - 株式会社キューンミュージック代表取締役[10]。
- 2013年（平成25年）6月 - 株式会社エスエムイーレコーズ代表取締役執行役員会長[12]。
- 2013年（平成25年）6月 - 株式会社ソニー・ミュージックアソシエイテッドレコーズ代表取締役執行役員会長[12]。
- 2013年（平成25年）6月 - 株式会社ソニー・ミュージックエンタテインメント コーポレイト・エグゼクティブ レーベルビジネスグループ代表[13]。
- 2014年（平成26年）2月 - 株式会社ソニー・ミュージックエンタテインメント コーポレイト・エグゼクティブCOO[14]。
- 2014年（平成26年）2月 - 株式会社ソニー・ミュージックジャパンインターナショナル代表取締役執行役員社長[15]。
- 2014年（平成26年）2月 - 株式会社キューンミュージック代表取締役執行役員社長[15]。
- 2014年（平成26年）4月 - 株式会社ウルトラシープ設立 代表取締役執行役員社長[16]。
- 2015年（平成27年）6月 - 株式会社ソニー・ミュージックマーケティング（現・株式会社ソニー・ミュージックマーケティングユナイテッド）非常勤取締役（現任）[17]。
- 2015年（平成27年）6月 - 株式会社ソニー・ミュージックダイレクト非常勤取締役[17]。
- 2015年（平成27年）6月 - 株式会社ソニー・ミュージックエンタテインメント取締役 コーポレートEVP レーベルビジネスグループ、マーケティング&ディストリビューションビジネスグループ統括[18]。
- 2015年（平成27年）7月 - 株式会社ソニー・ミュージックエンタテインメント 取締役 コーポレートEVP レーベルビジネスグループ、マーケティング&ディストリビューションビジネスグループ統括兼SDグループ副代表[19]。
- 2015年（平成27年）7月 - 一般社団法人日本レコード協会理事[20]。
- 2016年（平成28年）6月 - 一般社団法人日本レコード協会副会長[21]。
- 2017年（平成29年）4月 - 株式会社ソニー・ミュージックエンタテインメント取締役 コーポレートEVP ビジュアルビジネスグループ、レーベルビジネスグループ統括[22]。
- 2017年（平成29年）4月 - 株式会社ソニー・ミュージックレーベルズ非常勤取締役[23]。
- 2017年（平成29年）4月 - 株式会社アニプレックス取締役会長[23]。
- 2017年（平成29年）4月 - 株式会社A-1 Pictures非常勤取締役[23]。
- 2017年（平成29年）4月 - 株式会社Quatro A非常勤取締役[23]。
- 2017年（平成29年）4月 - 株式会社ソニー・クリエイティブプロダクツ非常勤取締役[23]。
- 2017年（平成29年）6月 - 一般社団法人日本映像ソフト協会理事[24]。
- 2017年（平成29年）6月 - 株式会社ソニー・ミュージックアーティスツ非常勤取締役（現任）[25]。
- 2017年（平成29年）6月 - 株式会社ミュージックレイン非常勤取締役[25]。
- 2018年（平成30年）4月 - 株式会社ソラシア・エンタテインメント非常勤取締役[26]。
- 2018年（平成30年）6月 - 株式会社アニプレックス非常勤取締役（現任）[27]。
- 2018年（平成30年）6月 - 株式会社ソニー・ミュージックパブリッシング非常勤取締役[27]。
- 2018年（平成30年）6月 - 株式会社ソニー・ミュージックレーベルズ取締役会長[27]。
- 2018年（平成30年）6月 - 株式会社ミュージックレイン代表取締役会長[27]。
- 2018年（平成30年）6月 - 株式会社ソニー・ミュージックエンタテインメント取締役 コーポレートEVP ミュージック&アーティストビジネスグループ、SD、RED、新規音楽事業統括[28]。
- 2019年（平成31年）4月 - 株式会社ソニー・ミュージックエンタテインメント代表取締役社長COO[29]。
- 2019年（平成31年）4月 - 株式会社ソニー・ミュージックレーベルズ非常勤取締役（現任）[30]。
- 2019年（平成31年）4月 - 株式会社ソニー・クリエイティブプロダクツ非常勤取締役（現任）[30]。
- 2019年（平成31年）4月 - 株式会社ソニー・ミュージックソリューションズ非常勤取締役（現任）[30]。
- 2019年（平成31年）4月 - 株式会社Zeppホールネットワーク非常勤取締役[30]。
- 2019年（平成31年）4月 - 株式会社ソニー・ミュージックアクシス非常勤取締役[30]。
- 2019年（令和元年）6月 - ソニー株式会社（現・ソニーグループ株式会社）執行役員[31]。
- 2019年（令和元年）6月 - 株式会社エムオン・エンタテインメント非常勤取締役[32]。
- 2020年（令和2年）4月 - 株式会社ソニー・ミュージックエンタテインメント代表取締役社長CEO（現任）[33]。
- 2020年（令和2年）6月 - ソニー株式会社（現・ソニーグループ株式会社）上席事業役員 音楽事業担当（国内）（現任）[34]。
- 2020年（令和2年）6月 - 公益財団法人ソニー音楽財団評議員（現任）[35]。
- 2021年（令和3年）6月 - 一般社団法人日本レコード協会会長（現任）[36]。

## 現職
- ソニーグループ株式会社上席事業役員 音楽事業担当（国内）[37]
- 株式会社ソニー・ミュージックエンタテインメント代表取締役社長CEO[38]
- 一般社団法人日本レコード協会会長[39]
- 株式会社ソニー・ミュージックレーベルズ非常勤取締役
- 株式会社ソニー・ミュージックアーティスツ非常勤取締役
- 株式会社ソニー・ミュージックマーケティングユナイテッド非常勤取締役
- 株式会社ソニー・ミュージックソリューションズ非常勤取締役
- 株式会社アニプレックス非常勤取締役[40]
- 株式会社ソニー・クリエイティブプロダクツ非常勤取締役
- 公益財団法人ソニー音楽財団評議員[41]